# Tysk Sydvestafrika
Tysk Sydvestafrika (tysk "Deutsch-Südwestafrika") var en del af Det tyske koloniimperium i Afrika frem til 1. verdenskrig. Området svarede i udstrækning til det senere Namibia, der har en betydelig tysktalende minoritet.

## Grænser
Tysk Sydvestafrika strakte sig langs kysten af Atlanterhavet fra Oranjefloden i syd til floderne Cunene og Okavango i nord.
Grænsen gik fra Libebe ved Okavango i en lige linje til Katima-Molilollén i Zambesi, der efter langs denne flod til dennes biflod Tsjobe. Den fulgte derefter denne flod til den store bugtning noget syd for den 18. sydlige bredde, derefter lige mod vest til den 21. østlige længde, som den fulgte til den 22. sydlige bredde, derefter langs denne til den 20. østlige længde og endelig langs denne sydpå til Oranjefloden.
Midt i området lå enklaven Walvis Bay i engelsk eje og 1.114 km2 stor. Kolonien begrænsedes af Portugisisk Vestafrika, Rhodesia, Bechuanaland og Kap-provinsen.

## Areal og befolkning
Areal 835.081 km2 med 79.556 indbyggere i 1913, hvoraf 14.816 europæere, mest tyskere.

## Historie
I april 1883 anlagde den tyske købmand Adolf Lüderitz ved Angra Pequens (senere kaldet Lüderitz bucht) nord for Oranjefloden en handelsstation og erhvervede ved køb et område der omkring. I 1884 på Berlinkonferencen blev disse områder (sammen med Togo, Cameroun og Tysk Sydøstafrika (Tanganyika, fastlandsdelen af det senere Tanzania,) stillet under tysk protektorat. Fra en beskeden begyndelse voksede dette koloniforetagende hastigt videre. Tyskerne tog i deres besiddelse kystlandet nordpå til Cunenefloden og strejfede ind i landet, indtil de stødte på boerne. Handelstrafikken med boerne blev imidlertid forhindret, da briterne i 1885 besatte Bechuanaland. Ved en traktat 1890 med Storbritannien fastlagdes grænsen til dette land, og samtidigt bestemtes Oranjefloden som grænse mellem den tyske koloni og Kaplandet. I 1886 havde tyskerne ved en aftale med Portugal reguleret grænsen i nord.
Tyskerne havde imidlertid svært ved at gøre sig gældende i landet, da de måtte kæmpe mod en meget stærk opposition fra den temmelig stridbare indfødte befolknings side. Denne var delt i mange ulige stammer: buskmænd, hottentotter, bergdamara-, herero- og ovambostammer. I begyndelsen var det hottentotterne under ledelse af deres høvding Hendrik Witbooi, som ikke ville forlige sig med de fremmede selvudnævnte herrefolks vælde og først i september 1894 blev de tvunget til at kapitulere og indgå forbund. Samme år forsøgte hottentothøvdingen Lambert et oprør, som efter fem måneders felttog blev nedkæmpet. Der udbrød imidlertid en ny folkeopstand i 1896, da hererohøvdingen Nikodemus kom de oprørske til hjælp, men de tyske tropper formåede imidlertid efter forbitrede kampe at blive herrer over situationen. Efter nogle i det store og hele rolige år brød uroligheder atter ud. Bondelzwaart-hottentotterne i den sydlige del af kolonien greb i slutningen af 1903 til våben, og da Damara1and var blottet for tyske tropper, som var blevet sendt for at gøre en ende på disse uroligheder, benyttede hererofolket sig af den opståede situation til at igangsætte en i lang tid forberedt nationel rørelse mod tyskerne. Anledningen til oprøret var de ved kvægavl sig ernærende indfødtes frygt for at blive trængt væk fra deres græsningsarealer af de stadigt voksende skarer af hvide farmere. Oprørets egentlige kerne var Okahandja, overhøvdingen Samuel Mahereros hjemegn. Det begyndte med, at 120 af de i hererolandet bosatte tyske farmere i januar 1904 blev overfaldet og stukket ned. Opstanden tog hurtigt fart, da de tyske tropper, som fandtes i Sydvestafrika under guvernøren Th. Leutweins ledelse, viste sig at være for svage til at kunne genoprette ro og orden.
Efter at tyskerne i juni havde fået en mindre hær tilsendt fra Tyskland, begyndte de at trænge hereroerne tilbage. De ca. 6000 soldater var under ledelse af den hårde generalløjtnant von Trotha. Ved "Slaget ved Waterberg" i begyndelsen af august ved Okahandja nord for Windhoek blev de resterende stammekrigere og deres familier omringet af de ca. 2000 tyske kommandosoldater, som var med ved slaget. Selv om der var et størrelsesforhold mellem de to hære på 3:1 til hereroernes fordel, lykkedes det tyskerne at presse dem ud i ørkenen bag plateauet. Von Trotha lagde ved starten af slaget en jernring om plateauet, men undlod at lukke ringen, så der var en flugtmulighed ud i ørkenen. Da hereroerne var flygtet, sendte tyskerne tropper ud for at forgifte vandhuller og dræbe de overlevende, der måtte være tilbage. Denne hårde, tørstende rejse gennem ørkenen udryddede næsten hererofolket, som til sidst nåede ind på britisk territorium, hvor de fik asyl mod ikke at fortsætte kampen.
Kampen var imidlertid dermed ikke afgjort. En besværlig guerillakrig tog til, så meget sværere at få gjort en ende på, som oprøret spredte sig til andre dele af kolonien. I juli havde en halvherero ved navn Morenga med nogle hottentot-styrker påbegyndt fjendtligheder i de sydlige distrikter, og i oktober begyndte Witbooi på ny at røre på sig og udstedte en formelig krigserklæring mod tyskerne. Hans første krigshandling var at dræbe 60 tyskere. Trotha, som havde indledt en formelig jagt på herero-krigerne, vendte sig efter at have modtaget forstærkninger mod hottentotterne, erobrede i november Witboois højkvarter Eietmont og tilføjede dem i januar 1905 yderligere et nederlag. Under hele året fortsatte imidlertid guerillakrigen, som uophørligt krævede stadigt nye opofrelser fra Tysklands side. Først efter Hendrik Witboois død i november begyndte de oprørske at opgive kampen. Hans søn Samuel Isaac kapitulerede kort efter over for Leutweins efterfølger som guvernør v. Lindequist. Morenga blev i maj 1906 jaget over den engelske grænse, hvor han endte i engelsk fangenskab. Men ikke før end i december kapitulerede bondelzwaart-hottentotterne, og det varede endda til april 1907, inden freden kunne proklameres. Morenga, som nu blev befriet, forsøgte visserlig endnu en gang at anstifte uroligheder, men han blev af de engelske myndigheder i Kaplandet uskadeliggjort og dræbt. De tilbageværende oprørsgrupper trængtes i løbet af 1908 ud i Kalahari-ørkenen. De indfødte blev afvæbnede, og deres ejendom blev i stor udstrækning konfiskeret.
Hererokrigen havde for Tyskland medført mange opofrelser, mens de indfødte stammer blev ramt af en åreladning, som en overgang truede dem med fuldstændig undergang. Herero-stammen beregnes før krigen at have haft omkring 100.000 personer. Efter krigen var blot mindre end 20.000 tilbage. Som følge af oprørene var tyskerne blevet tvunget til at forøge deres militære styrker i Sydvestafrika, så at disse under den kritiske periode nåede en størrelse af næsten 15.000 mand. Under de følgende år blev troppernes antal atter mindsket, så at de i 1914 blot udgjorde 3.000 mand. Med disse tropper og indfødte hjælpetropper af en omtrent samme størrelse åbnedes kort efter 1. verdenskrigs udbrud fjendtligheder mod den engelske enklave Walfish bay, som 11. september 1914 erobredes. Tyskerne gik den 19. september over grænsen til den Sydafrikanske Unions område. I begyndelsen begunstigedes deres offensiv af en oprørsrørelse blandt boerne under ledelse af oberst Maritz og general de Wet, men efter at denne var blevet underkuet, begyndte briterne under ledelse af den sydafrikanske premierminister general Botha en offensiv mod Tysk Sydvestafrika. Understøttet af den britiske flåde lykkedes det Botha i sommeren 1915 at føre felttoget til en for de engelsk-sydafrikanske interesser fordelagtig afslutning, idet den tyske guvernør den 9. juli 1915 kapitulerede.
Ved Versaillestraktaten 1919 afstod Tyskland fra Tysk Sydvestafrika, der i stedet blev overdraget som mandatområde under den Sydafrikanske Unions ledelse.